# Богуславский, Александр Петрович
Александр Петрович Богуславский (1824 — 20 октября (1 ноября) 1893) — генерал от инфантерии русской императорской армии, начальник Главного управления иррегулярных войск, член Военного совета Российской империи.

## Биография
Родился в 1824 году в семье дворян Черниговской губернии.
Образование получил в Дворянском полку, откуда был выпущен 10 августа 1844 года прапорщиком в конно-артиллерийскую № 26 батарею, с причислением к Генеральному штабу. Вскоре затем был переведён в 5-й пехотный корпус, а в июле 1846 года был зачислен в Императорскую военную академию, которую окончил в 1848 году — седьмой в списке выпускников.
Был произведён 27 ноября 1848 года в подпоручики и назначен состоять при департаменте Генерального штаба. Отсюда он был командирован на рекогносцировку Ковенской губернии, а затем, с открытием в 1849 году военных действий в Венгрии, отправился в действующую армию, где участвовал в сражении при Дебречине и за отличие в этом деле был награждён орденом Св. Анны 4-й степени. 3 июня произведён в поручики, а 15 ноября назначен исправляющим должность помощника старшего адъютанта главного штаба действующей армии по части Генерального штаба. 20 июля 1850 года произведён в штабс-капитаны, с утверждением в должности и переведён в Генеральный штаб.
В 1854 году Богуславский находился в придунайских княжествах и за отличие при осаде крепости Силистрии был награждён орденом Св. Владимира 4-й степени с бантом. 10 апреля того же года был произведён в капитаны, а 9 сентября назначен состоящим для особых поручений и в распоряжение начальника главного штаба генерал-квартирмейстера действующей армии.
15 апреля 1856 года произведён в подполковники, а 13 марта 1859 года назначен начальником штаба 8-й пехотной дивизии. В этой должности он оставался менее двух лет и, будучи 15 августа 1860 года произведён в полковники, 25 декабря того же года получил новое назначение — на должность помощника командующего башкирскими войсками, с зачислением по армейской кавалерии. 22 апреля 1862 года назначен исправляющим должность командующего Башкирским войском, а с утверждением в 1863 году нового положения утверждён в должности заведывающего башкирами.
14 августа 1864 года Богуславский был переведён для особых поручений и ученых занятий в Главное управление Генерального штаба, откуда 11 декабря был переведён на Кавказ — исправляющим должность генерал-квартирмейстера Кавказской армии.
Со введением округов, 6 августа 1865 года он был назначен помощником начальника штаба Кавказского военного округа и 27 марта 1866 года произведён в генерал-майоры, а 14 апреля 1868 года состоящим при Его Императорском Высочестве главнокомандующем Кавказской армией великом князе Михаиле Николаевиче для особых поручений. Состоя в этой должности был командирован в Санкт-Петербург в комитет по пересмотру казачьих законоположений и устройства Кубанской и Терской областей, а также принимал деятельное участие в составлении и приведении в действие положения об освобождении зависимых сословий горских племён Кавказа.
24 сентября 1870 года назначен помощником начальника Главного управления иррегулярных (казачьих) войск, а 1 января 1871 года — исправляющим должность начальника того же управления; 30 августа 1873 года произведён в генерал-лейтенанты с утверждением в должности начальника управления. Занимая эту должность, он принимал деятельное участие во всех законодательных работах по устройству казачьего населения и по отбыванию казаками воинской повинности, за что неоднократно был удостоен Высочайшего благоволения.
24 апреля 1882 года Богуславский был назначен членом Военного совета, а 30 августа 1887 года произведён в генералы от инфантерии.
Н. М. Затворницкий отмечал, что Богуславский «был хорошо знаком с военным законодательством и со всеми подробностями военного управления и хозяйства войск, как регулярных так и казачьих, и, всегда упорный в труде отзывчиво относился ко всякому доброму делу, чем и оставил по себе добрые воспоминания среди своих сослуживцев».
Страдая в последние годы своей жизни тяжёлой болезнью, он 20 октября (1 ноября) 1893 года лишил себя жизни выстрелом из револьвера. На всеподданнейшем докладе по этому случаю, император Александр III оставил резолюцию: «Как это печально!». Был похоронен на Никольском кладбище Александро-Невской лавры.

## Награды
Среди прочих наград Богуславский имел ордена:
- Орден Святой Анны 4-й степени (1849 год)
- Орден Святой Анны 3-й степени (1851 год)
- Орден Святого Владимира 4-й степени с мечами и бантом (1854 год)
- Орден Святого Станислава 2-й степени (1859 год)
- Орден Святой Анны 2-й степени с императорской короной (1864 год)
- Орден Святого Владимира 3-й степени (1867 год)
- Орден Святого Станислава 1-й степени (1869 год)
- Орден Святой Анны 1-й степени (1871 год)
- Орден Святого Владимира 2-й степени (1876 год)
- Орден Белого орла (1878 год)
- Орден Святого Александра Невского (23 мая 1881 года, алмазные знаки к этому ордену пожалованы 30 августа 1885 года)